# Al-Wakrah SC
Al-Wakrah SC (ar. نادي الوكرة الرياضي) – katarski klub piłkarski, mający siedzibę w mieście Al-Wakra, grający w sezonie 2023/2024 w Qatar Stars League.
Klub został założony w 1958 jako Al-Wakrah Youth Club, później zmieniając nazwę na Al-Wakrah Sports Club.
W sezonie 1998/1999 oraz 2000/2001 zespół zdobył tytuł mistrza Kataru.

## Sukcesy

### Trofea krajowe
| \| \| Zdobyte trofea w rozgrywkach Kataru (stan 12 grudnia 2023) \| |                                                            |      |                                                      |
| Rozgrywki                                                           | Osiągnięcie                                                | Razy | Sezon(y)                                             |
| Mistrzostwo                                                         | I miejsce                                                  | 2    | 1998/99, 2000/01                                     |
| Mistrzostwo                                                         | II miejsce                                                 | 0    |                                                      |
| Puchar Kataru                                                       | zdobywca                                                   | 0    |                                                      |
| Puchar Kataru                                                       | finalista                                                  | 6    | 1977/78, 1978/79, 1987/88, 1989/90, 1994/95, 2004/05 |
| Superpuchar Kataru                                                  | zdobywca                                                   | 4    | 1988/89, 1990/91, 1997/98, 2003/04                   |
| Superpuchar Kataru                                                  | finalista                                                  | 0    |                                                      |
| Katar                                                               | Zdobyte trofea w rozgrywkach Kataru (stan 12 grudnia 2023) |      |                                                      |

## Obecny skład
Stan na 12 grudnia 2023
| Nr | Poz. | Piłkarz           |
| -- | ---- | ----------------- |
| 1  | BR   | Mohamed Al-Bakri  |
| 2  | OB   | Lucas Mendes      |
| 3  | OB   | Khaled Shurrab    |
| 4  | OB   | Trent Sainsbury   |
| 5  | PO   | Ahmed Fadhel      |
| 6  | PO   | Omar Salah        |
| 7  | NA   | Rabh Boussafi     |
| 8  | PO   | Hamdy Fathy       |
| 11 | NA   | Mohamed Benyettou |
| 10 | NA   | Gelson            |
| 11 | NA   | Ayoub Assal       |
| 12 | OB   | Murad Naji        |
| 14 | NA   | Omar Ali          |

| Nr | Poz. | Piłkarz             |
| -- | ---- | ------------------- |
| 15 | OB   | Almahdi Ali Mukhtar |
| 16 | OB   | Ibrahim El-Sadig    |
| 17 | OB   | Hazem Ahmed         |
| 19 | NA   | Mohamed Khaled      |
| 20 | PO   | Nasser Al-Yazidi    |
| 21 | NA   | Khalid Muneer       |
| 22 | BR   | Saoud Al Khater     |
| 23 | PO   | Ahmed El-Sayed      |
| 28 | OB   | Yousef El-Khatib    |
| 31 | BR   | Yousef Ramadan      |
| 34 | PO   | Nabil Irfan         |
| 99 | BR   | Omair Abdulla       |